# Mount Levick
Mount Levick ist ein markanter und 2390 m hoher Berg im ostantarktischen Viktorialand. In der Deep Freeze Range ragt er an der Nordwestseite des Tourmaline-Plateaus auf.
Erstmals kartiert wurde er bei der britischen Terra-Nova-Expedition (1910–1913). Namensgeber ist George Murray Levick (1876–1956), Arzt und Mitglied der Nordgruppe bei dieser Forschungsreise.